# أنطوان-باول كارتير
أنطوان-باول كارتير هو سياسي كندي، ولد في 17 يونيو 1849، وتوفي في 9 يوليو 1934. نشط حزبياً في Conservative Party of Quebec (historical) ‏. وقد انتخب عضو الجمعية الوطنية في كيبك ‏.